# Static Age
Static Age - płyta zespołu The Misfits wydana 15 czerwca 1997 roku przez firmę Caroline Records. Płyta została nagrana na początku 1978 roku.

## Lista utworów
1. Static Age
2. TV Casualty
3. Some Kinda Hate
4. Last Caress
5. Return of the Fly
6. Hybrid Moments
7. We Are 138
8. Teenagers from Mars
9. Come Back
10. Angelfuck
11. Hollywood Babylon
12. Attitude
13. Bullet
14. Theme for a Jackal
15. She
16. Spinal Remains
17. In the Doorway

## Muzycy
- Glenn Danzig - wokal
- Franché Coma - gitara
- Jerry Only - gitara basowa
- Mr. Jim - perkusja